# Hyperolius bolifambae
Hyperolius bolifambae és una espècie de granota de la família dels hiperòlids que viu al Camerun, República Centreafricana, Nigèria i, possiblement també, a la República del Congo, República Democràtica del Congo, Guinea Equatorial i Gabon.